# Pothyne laosensis
Pothyne laosensis là một loài bọ cánh cứng trong họ Cerambycidae.